# Герцог Бекінгемський

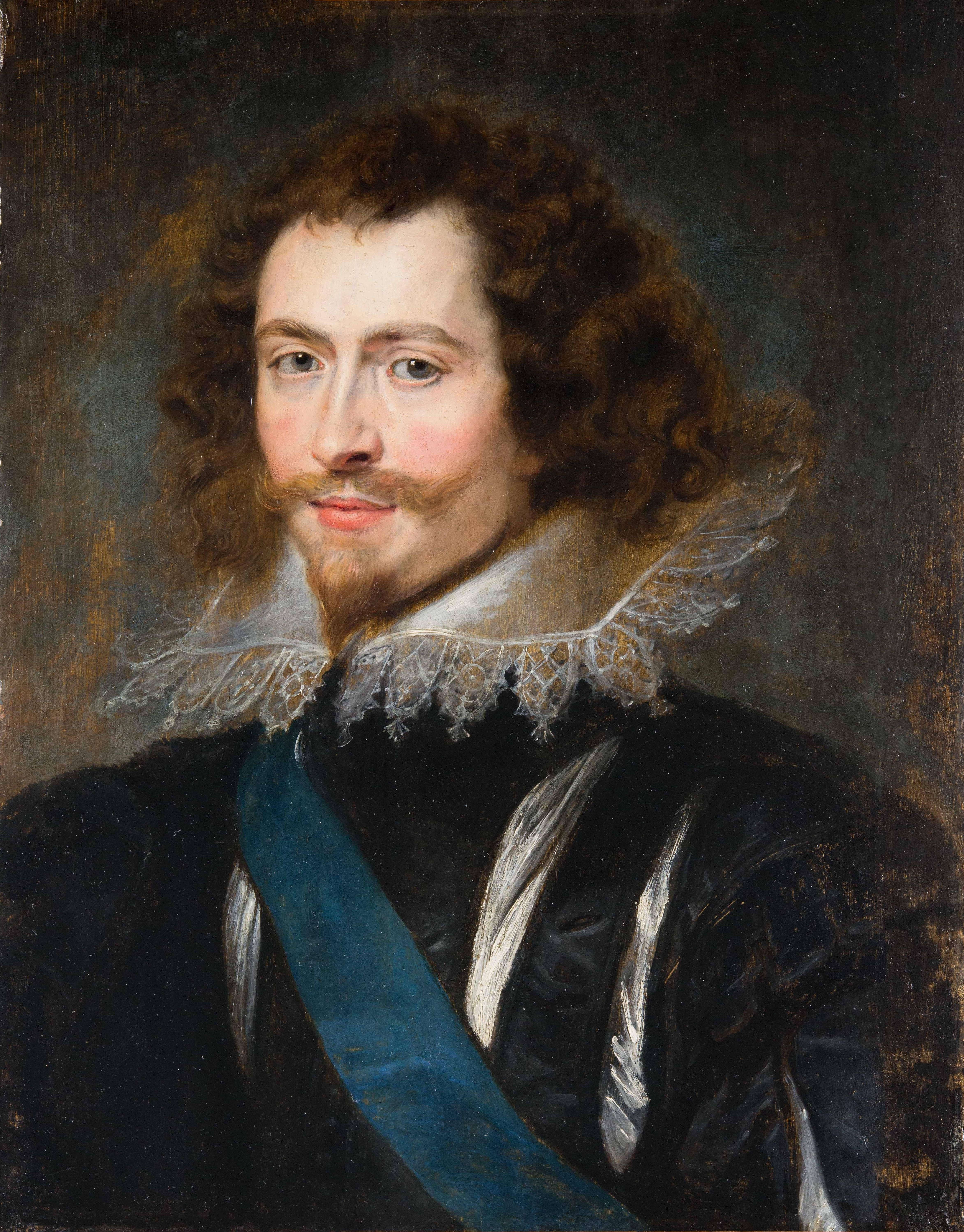
Джордж Вільєрс, 1-й герцог Бекінгемський другої креації (1623, Рубенс)

Ге́рцог Бекінге́мський (англ. Duke of Buckingham) — герцогський титул в Англії, у 1444 році вперше присвоєний Гемфрі Стаффорду, визначному полководцю Столітньої війни та війни Червоної та Білої троянд. Протягом XV-XVII століть титул затверджувався двічі, проте його креації були нетривалими. З кінця XVII століття — титул не існує. Також — герцог Букінгемський, Бакінгемський.

## Історія
Донька Томаса Вудстока, Анна Глостерська, у 1398 році стала дружиною Едмунда Стаффорда, 5-го графа Стаффорда. Їхній син Гемфрі став видатним полководцем, який прославив себе у битвах Столітньої війни та війни Червоної та Білої троянд. У 1444 році він отримав титул герцога Бекінгемського. Успадкував його онук, Генрі Стаффорд, 2-й герцог Бекінгемський. Але у 1483 році титул був конфіскований. Відновили його вже через два роки — для сина Генрі Стаффорда Едварда. Він став 3-м і останнім герцогом першої креації — у 1521 титул знову був конфіскований.
У 1617 році король Яків І відновив титул графа Бекінгемського — подарував його своєму молодому фавориту Джорджу Вільєрсу. У 1623 році Вільєрс був піднесений до рангу вже герцога Бекінгема і пізініше увійшов в історію як головний радник королів Якова І та Карла І. Загинув він від рук пуританського фанатика Джона Фельтона. Син Джорджа Вільєрса зберіг за собою титули графа та герцога Бекінгема, а після реставрації Стюартів у 1660 році грав одну з найважливіших ролей в королівській адміністрації.
Зі смертю Джорджа Вільєрса у 1687 році титул перестав існувати.

### 1 креація (1444)
- Гемфрі Стаффорд (*1402—†1460) — син доньки Томаса Вудстока Анни Глостерської, з 1444 року — 1-й герцог Бекінгем;
- 1460—1483: Генрі Стаффорд, онук попереднього.
- 1485—1521: Едвард Стаффорд, син попереднього.

### 2 креація (1617)
- 1623—1628: Джордж Вільєрс
- 1628—1687: Джордж Вільєрс , син попереднього.

## Герби

Стаффорди
Вільєрси